# Давид-Городок
Давид-Городок (Давидгородок, біл. Давыд-Гарадок) — місто в Білорусі, у Столинському районі Берестейської області. Пристань на річці Горинь. 5892 мешканців (на 1 січня 2017).

## Географія
Давид-Городок знаходиться за 36 км на північний схід від Столина, за 245 км від Берестя та за 39 км від залізничної станції Горинь на лінії Лунинець — Сарни. Автошляхами місто пов'язане з Пінськом і Столиним.

### Клімат
Клімат у населеному пункті вологий континентальний («Dfb» за класифікацією кліматів Кеппена). Опадів 616 мм на рік. Найменша кількість опадів спостерігається в лютому й сягає у середньому 28 мм. Найбільша кількість опадів випадає в червні — близько 88 мм. Різниця в опадах між сухими та вологими місяцями становить 60 мм. Пересічна температура січня — -5,8 °C, липня — 18,6 °C. Річна амплітуда температур становить 24,4 °C.
| Клімат                            | Клімат | Клімат | Клімат | Клімат | Клімат | Клімат | Клімат | Клімат | Клімат | Клімат | Клімат | Клімат | Клімат |
| Показник                          | Січ.   | Лют.   | Бер.   | Квіт.  | Трав.  | Черв.  | Лип.   | Серп.  | Вер.   | Жовт.  | Лист.  | Груд.  | Рік    |
| Середній максимум, °C             | −2,8   | −1,5   | 3,3    | 12,4   | 19,3   | 22,9   | 23,9   | 23,1   | 18,2   | 11,6   | 4,5    | −0,2   | 11,2   |
| Середня температура, °C           | −5,8   | −4,8   | −0,4   | 7,6    | 13,7   | 17,5   | 18,6   | 17,7   | 13,3   | 7,7    | 2,0    | −2,7   | 7,0    |
| Середній мінімум, °C              | −8,8   | −8     | −4     | 2,8    | 8,2    | 12,1   | 13,3   | 12,3   | 8,4    | 3,8    | −0,4   | −5,2   | 2,9    |
| Норма опадів, мм                  | 36     | 28     | 30     | 43     | 55     | 88     | 84     | 66     | 56     | 45     | 43     | 42     | 616    |
| --------------------------------- | ------ | ------ | ------ | ------ | ------ | ------ | ------ | ------ | ------ | ------ | ------ | ------ | ------ |
| Джерело: Climate-Data.org (англ.) |        |        |        |        |        |        |        |        |        |        |        |        |        |

## Історія
Люди тут жили здавна, але міське поселення виникло в кінці XI або на початку XII століття. У 1937—1938 роках Романом Якимовичем були проведені розкопки що підтвердили міський характер поселення. Виявлено залишки житлових будинків та господарських будівель, вуличних мостових, дерев'яної каплиці, безліч фрагментів глиняних посудин (деякі мали клеймо майстра). Знайдені були дерев'яні вироби — орнаментовані спіральними візерунками кінці булав з кленового дерева, спиці для плетіння мережива, а також численні вироби з заліза і міді. Розкопками П. Ф. Лисенка у 1967 також розкриті залишки середньовічних осель, дерев'яної церкви, дерев'яних мостових, кілька багатих поховань. Знайдено багато виробів з дерева, кістки, заліза, бронзи, скла, а також уламки глиняних посудин.

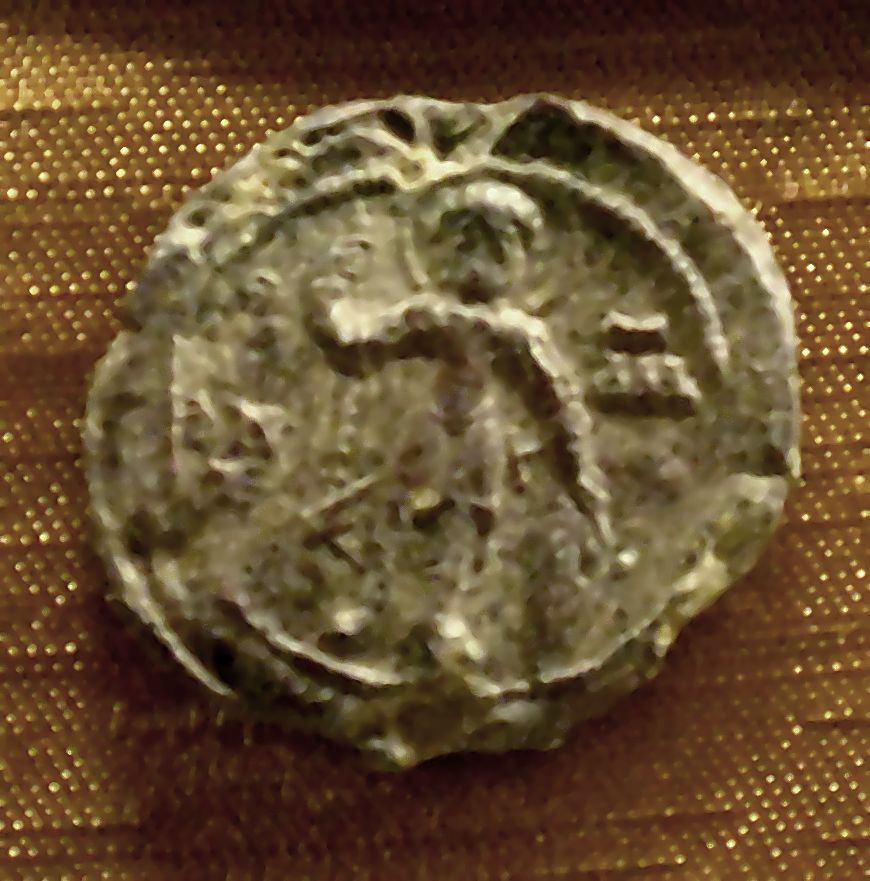
Печатка Давида Ігоровича

Засновником міста вважається волинський князь Давид Ігорович, якому після з'їзду князів у Витечеві (1100) належала також і Погорина, саме на його честь місто і отримало назву. Перша письмова згадка про місто датується 1127 роком. Давид-Городок входив до складу Волинського князівства. У XII—XIII столітті — центр окремої князівщини, потім — у складі Великого князівства Литовського. Відомі імена князів-володарів містечка: Іван, Юрій, Дмитро та Митко Давидович. По смерті останнього, Давид-Городок — власність колишнього Великого князя Литовського Свидригайла. По смерті Свидригайла, з 1452 року, містом володіла його вдова княгиня Ганна (до 1486). З 1509 року місто входило до складу Пінського князівства.
У 1521–1551 роках Давид-Городок є володінням польської королеви Бони Сфорца. За сприянням з її боку у Давид-Городок та околиці почали приїздити і селитися євреї із Західної Європи. Вони займалися ремеслами і торгівлею, користувалися значними пільгами в економічній сфері, мали своє самоврядування — жили Кагалом, сповідували Юдаїзм. Тут був свій рабин, діяли дві синагоги, єврейські школи.
В середині XVI століття польський король Сигізмунд II Август надав містечко віленському воєводі Миколаю «Чорному» Радзивіллу.
В 1586 з володінь Миколая Радзивілла був утворений майорат (володіння, що переходить в порядку успадкування до старшого в родині або до старшого з синів), затверджений польським королем Стефаном Баторієм. В 1655 князь Дмитрій Волконський захопив Давид-Городок в поляків та спалив містечко.
Після другого поділу Речі Посполитої в 1793 році Давид-Городок відійшов до Росії і став центром повіту Мінської губернії.
Перші банди большевиків у Давид-Городку побували в листопаді 1917 року. У 1918–1920 Давид-Городок був у складі УНР. У 1921-39 в складі Польщі, входив у Столінський повіт Поліського воєводства.
Розпорядженням міністра внутрішніх справ 28 березня 1934 р. територія міста розширена шляхом вилучення з сільської ґміни Хорськ земель колишнього маєтку Давидгородок з фільварком Старий Двір, земель колишнього маєтку Анусин, частини колишнього маєтку Високе і частини земель військового селища Високе та приєднання їх до міста.
Після радянської окупації у 1939 включений до СРСР у складі БРСР. 3 січня 1940 року став районним центром Пінської області.
7 липня 1941 року Давид-Городок був залишений Червоною армією і зайнятий німецькими військами. 10 серпня 1941 року близько 3000 чоловіків-євреїв Давид-Городка, віком понад 14 років були виведені за місто і розстріляні СС і місцевими поліцаями. Єврейських жінок і дітей (близько 1200 осіб), місцеві жителі вигнали з міста, а їх майно було розграбоване. Як наслідок, майже всі вони загинули у столінському гетто в урочищі Стасине. 9 липня 1944 року Давид-Городок захоплений військами 1-го Білоруського фронту в ході Білоруської стратегічної наступальної операції.
У вересні 1944 року до Давид-Городка здійснив пропагандний рейд відділ УПА — загін «Дороша».
З 8 січня 1954 року в Берестейській області. 19 січня 1961 року Давид-Городоцький район скасований, його територія приєднана до Столинського району. З 1991 року в складі Держави Біларусь. 

## Населення
За переписом населення Білорусі 2009 року чисельність населення міста становила 6573 особи.

### Національність
Розподіл населення за рідною національністю за даними перепису 2009 року:
| Національність                | Осіб | Відсоток |
| ----------------------------- | ---- | -------- |
| білоруси                      | 6283 | 95,59 %  |
| цигани                        | 163  | 2,48 %   |
| росіяни                       | 76   | 1,16 %   |
| українці                      | 34   | 0,52 %   |
| національність не вказана     | 10   | 0,15 %   |
| поляки                        | 3    | 0,05 %   |
| грузини                       | 1    | 0,02 %   |
| мордва                        | 1    | 0,02 %   |
| національність не повідомлена | 1    | 0,02 %   |
| дві та більше національності  | 1    | 0,02 %   |
| Разом                         | 6573 | 100 %    |

## Підприємства
Електромеханічний завод, хлібозавод та інструментальне виробництво, виробнича ділянка колгоспу «40 років Жовтня», відділення районного виробничого об'єднання «Сільгоспхімія», ділянки районного підприємства меліоративних систем, малого державного підприємства «Столінремстрой», ДРСУ-141, РПО житлово-комунального господарства, державне лісогосподарське підприємство «Поліський військовий лісгосп».
Мешканців міста обслуговують 13 крамниць Давид-Городоцької філії РайПО, 3 фірмових та мережа комерційних магазинів, їдальня та кафе, будинок побуту.

## Освіта і культура
Дві середні школи з 1151 учнями і 96 педагогами, музична та дитячо-юнацька спортивна школи, Будинок дитячої творчості, Будинок культури, кінотеатр «Зоря», дві бібліотеки.

## Медицина
Районна лікарня на 200 ліжок, поліклініка та 2 аптеки з 30 лікарями та 142 працівника медичного персоналу середньої ланки.

## Історичні пам'ятки
- Замкова гора (12 ст.)
- Церква святого Юрія (2-а пол. 17 ст.).
- На території міста збереглося стародавнє городище кільцеподібної форми, укріплене ровом і валом.

## Місцеві уродженці
- Шамрила Микола Пилипович — український художник.

## Галерея

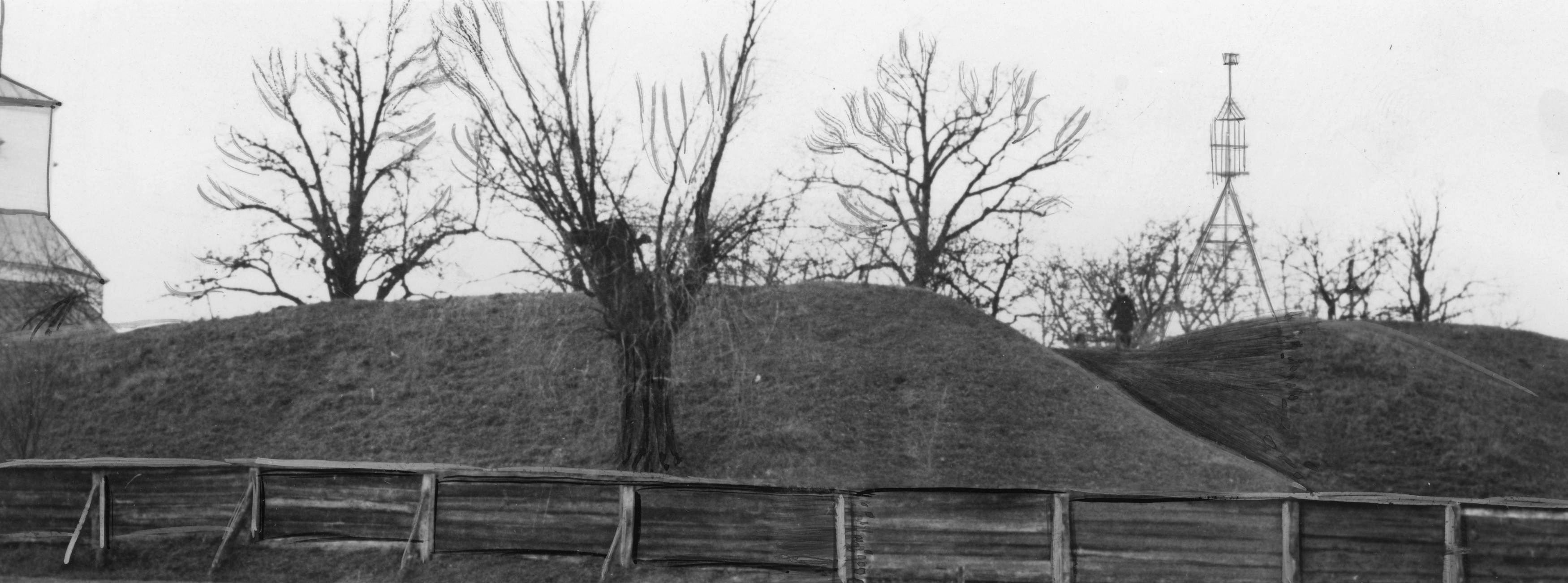
Замчисько. 1930-ті роки
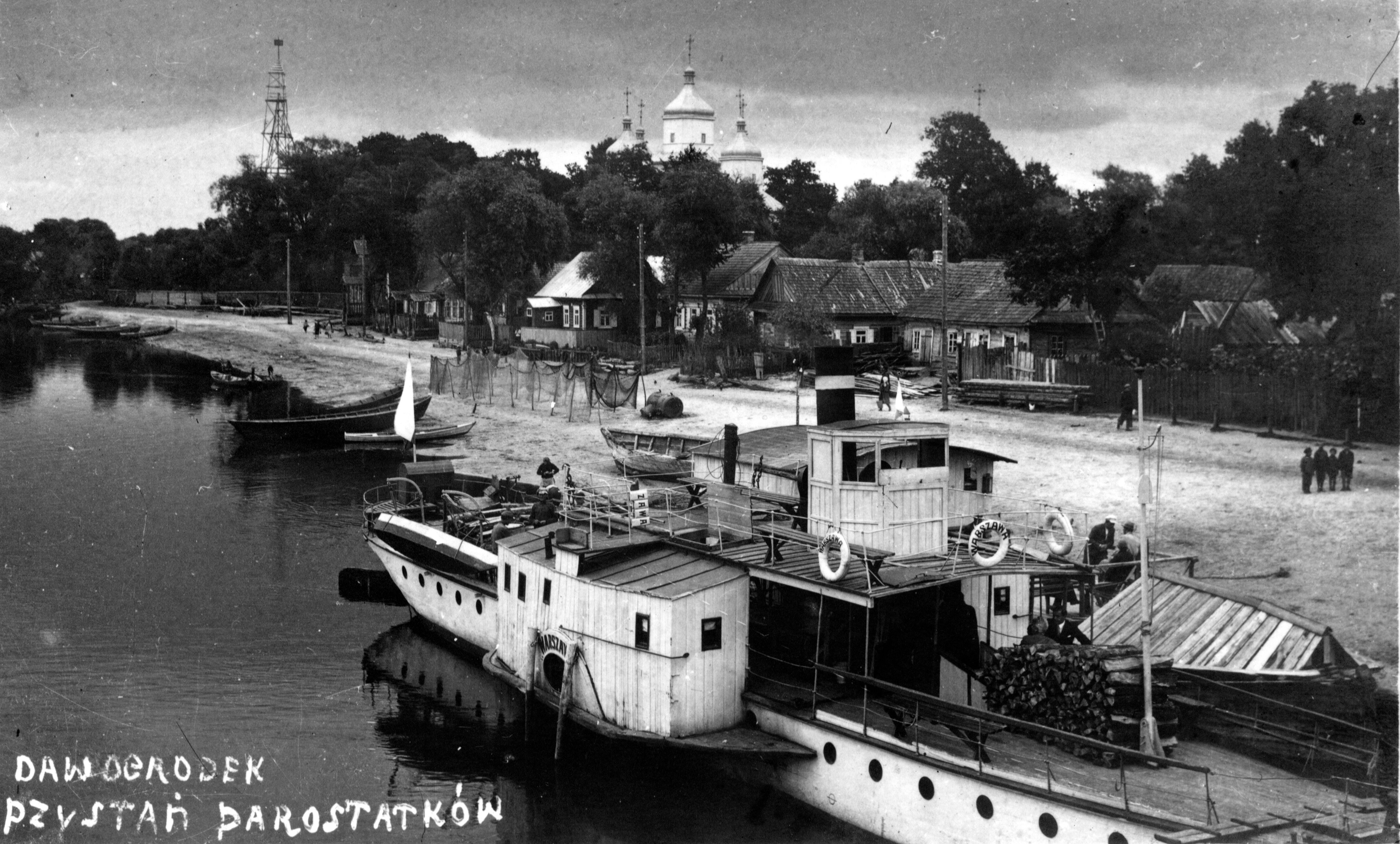
Річка Горинь. На обрії церква Воскресіння Христового. 1936 рік
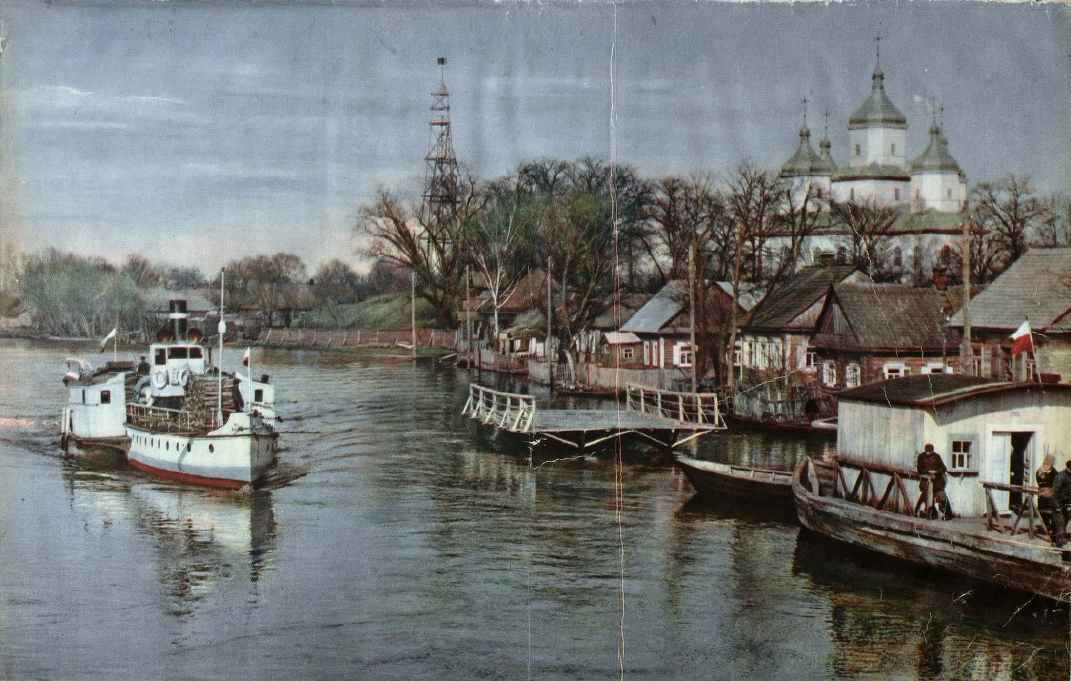
Давид-Городок 1936-го року (за Польщі)
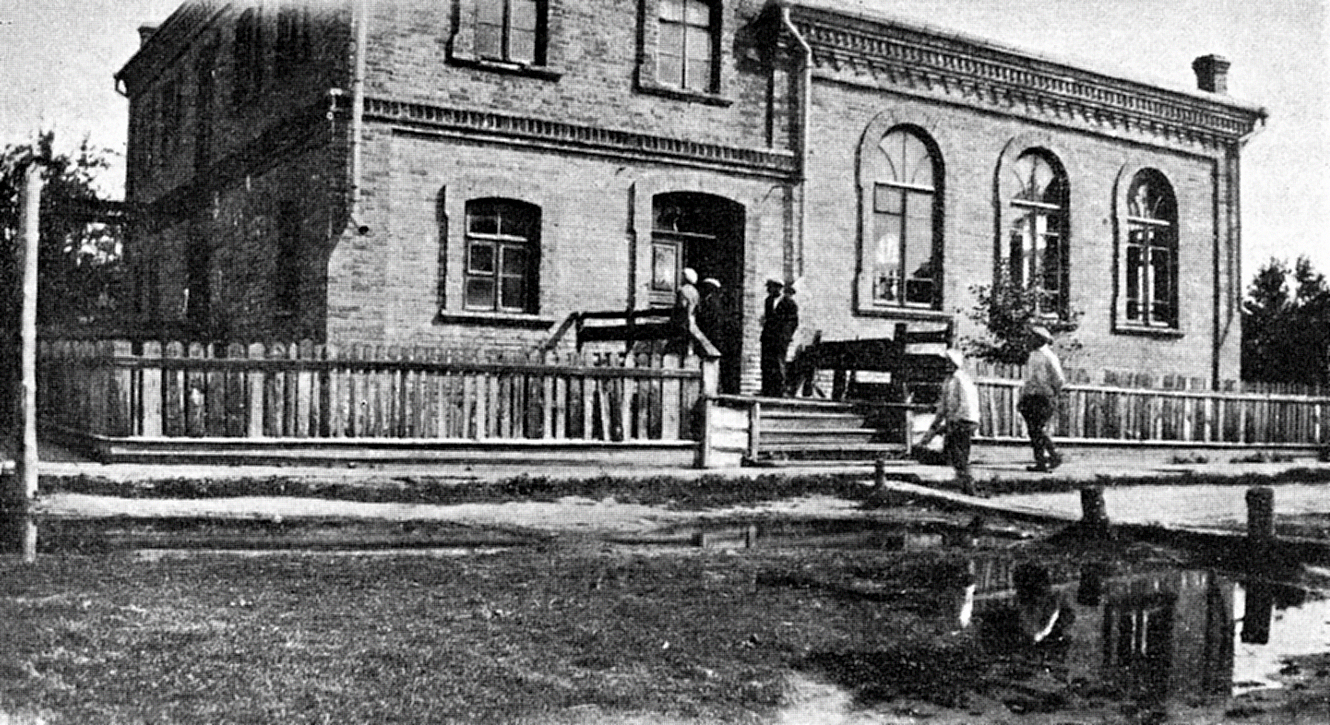
Синагога «Столінер Хасидим». 1929 рік
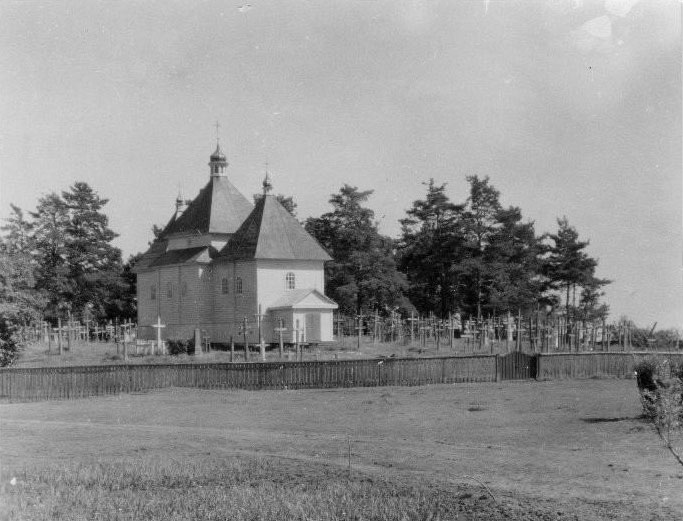
Церква святого Юрія. 1929 рік
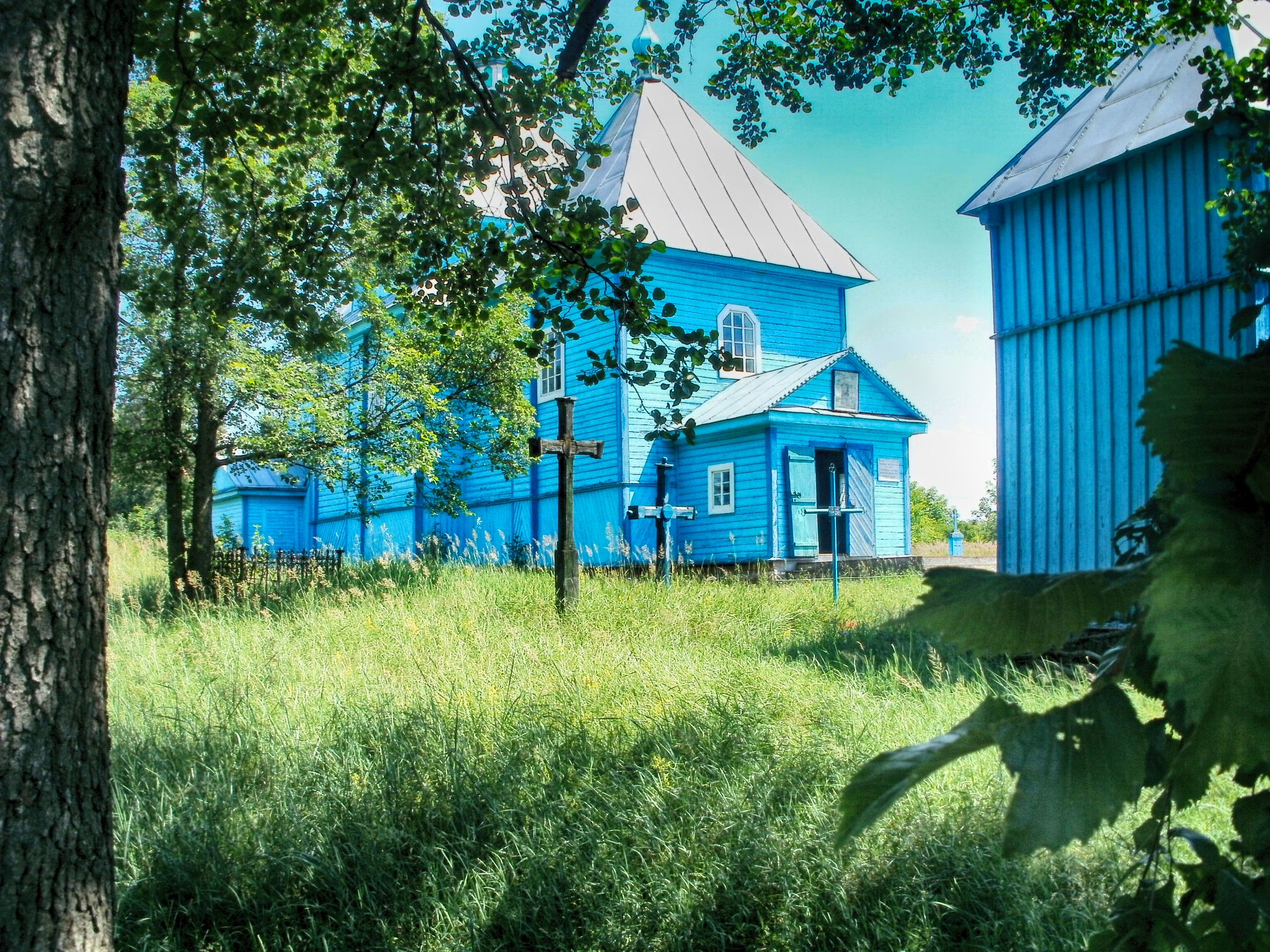
Церква святого Юрія зараз